# Тыхта (Топкинский район)
Тыхта — деревня в Топкинском районе Кемеровской области. Входит в состав Верх-Падунского сельского поселения.

## География
Центральная часть населённого пункта расположена на высоте 208 м над уровнем моря.

## Население
| 2010 |
| ---- |
| 175  |

### Половой состав
По данным Всероссийской переписи населения 2010 года, в деревне Тыхта проживало 175 человек (76 мужчин, 99 женщин).